# Radonić (Šibenik)
Radonić es una localidad ubicada en Croacia en el ejido de la ciudad de Šibenik, condado de Šibenik-Knin.

## Geografía
Se encuentra a una altitud de 219 m s. n. m. a 345 km de la capital nacional, Zagreb.

## Demografía
En el censo 2021 el total de población de la localidad fue de 93 habitantes.
| Gráfica de población de Radonić 1857-2011                           |
|                                                                     |
| Según los censos de población de la oficina estadística de Croacia. |